# Style sapin

Villa Fallet, construite sur les plans de Charles-Édouard Jeanneret et René Chapallaz, 1906, une des premières constructions de Le Corbusier à la Chaux-de-Fonds dans le "Style sapin"

Le Style sapin est une variante régionaliste de l'Art nouveau qui s'est développée dans le canton de Neuchâtel en Suisse au début du XXe siècle, et particulièrement sous l'impulsion des enseignements de Charles L'Eplattenier à l'École d'arts appliqués de La Chaux-de-Fonds.

## Origines du Style sapin

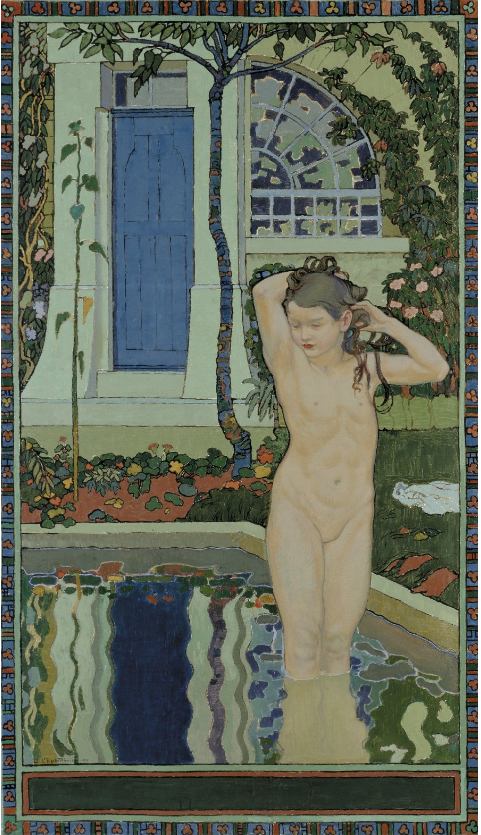
Charles L'Eplattenier, Été, 1911, huile sur toile,, musée des beaux-arts de La Chaux-de-Fonds

Dans une cité industrielle comme La Chaux-de-Fonds, connue pour sa production horlogère, et comme dans bien d'autres villes d'Europe, les débats esthétiques autour de l'architecture et des arts décoratifs sont vifs début 1900. L'industrialisation mène à un enlaidissement des villes qui pousse à réfléchir à l'adoption de variantes architecturales rurales et vernaculaires. Le développement du Style sapin prend ainsi ses racines dans l'enseignement de Charles L'Eplattenier et sa mise en pratique par les élèves de l'École d'arts appliqués de La Chaux-de-Fonds.
L'Eplattenier ouvre en 1905 un Cours supérieur d'art et de décoration destiné aux meilleurs élèves de l'école dans lequel il cherche à donner une formation artistique en parallèle de la pratique industrielle destinée à l'horlogerie, enseignée jusqu'alors. Il encourage ses élèves à se balader dans les bois et à observer directement la nature afin « d'en extraire les lois fondamentales de la géométrie et de l'harmonie par la stylisation des formes ». 
Un des principaux représentants du mouvement à ses débuts est Charles-Édouard Jeanneret, futur Le Corbusier et élève privilégié de L'Eplattenier. Bien que l'expression « Style sapin » ne soit pas contemporaine et qu'il ne s'agisse pas encore d'une école à proprement parler, Jeanneret en parle déjà en 1908 avec son maître : « Vous avez ébauché à [La Chaux-de-Fonds], un mouvement d'art qui aura un résultat valable, parce qu'il est essentiellement basé sur la nature, d'une part, sur la probité dans les moyens d'exécution, d'autre part ». Ce mouvement est par la suite théorisé par Charles-Édouard Jeanneret, Charles L'Eplattenier, Georges Aubert et Léon Perrin.

## Caractéristiques du Style sapin

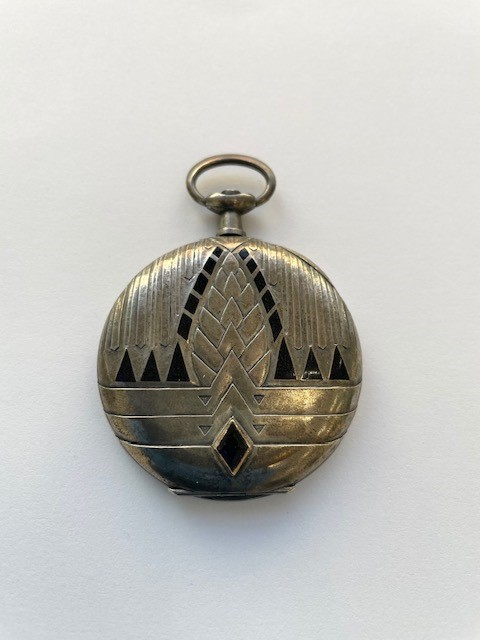
Élève(s) de l'École d'art de La Chaux-de-Fonds, « Boîte de montre pive et émail », 1905-1906.

Inspiré des théories sur l'art ornemental de John Ruskin, Owen Jones et d'Eugène Grasset, le Style sapin est une variante particulière de l'Art nouveau qui prend ses racines dans la faune et la flore jurassiennes et neuchâteloises. Il est plus question de recourir au « coup de fouet » cher à Victor Horta et à Hector Guimard, mais de chercher le mouvement dans le rythme poétique de l’horizon jurassien. Les artistes développent ainsi un vocabulaire décoratif, dont le motif principal est le sapin, déjà présent dans la peinture jurassienne du XIXe siècle. Bien qu'on retrouve le conifère dans les travaux d'élèves dès 1903, avant même qu'il ne soit réutilisé comme motif géométrique, le conifère, stylisé, se déclinera par la suite sous toutes les formes, avec notamment une utilisation importante de la pomme de pin. Les professeurs et élèves de l'école réalisent ensemble des projets décoratifs de grande ampleur dans lesquels le sapin, la gentiane et d'autres symboles de la faune et de la flore locales sont réinterprétés en architecture mais aussi dans des techniques aussi variées que le vitrail, la mosaïque, le métal repoussé, le fer forgé, la peinture décorative, la menuiserie, la céramique, la sculpture, le mobilier et l'éclairage,.

Jules Courvoisier, Vitrail de la chapelle de Cernier-Fontainemelon, 1907.

## Évolutions du mouvement
En 1910, les Ateliers d'art réunis sont créés sous l'impulsion de Charles L'Eplattenier et à l'initiative de Charles-Édouard Jeanneret, Léon Perrin et Georges Aubert. Ces ateliers, à l'instar d'autres ateliers à Vienne, Glasgow, Munich ou Darmstadt produisent des arts décoratifs destinés au commerce. Dans la même perspective, L'Eplattenier fonde en 1911 en collaboration avec ses anciens étudiants – à présent professeurs – une Nouvelle Section indépendante à l'École d'art qu'il imagine devenir une plateforme d'Art nouveau à rayonnement international, à l'instar d'autres capitales européennes. De cette façon, le Style sapin est intégré à des productions plus industrielles locales, telles que l'horlogerie. Cela pousse cependant les étudiants à se tourner vers une standardisation du Style afin qu'il puisse être commercialisé, « au risque dès lors de devenir un label ». De plus, les querelles politiques et les désaccords pédagogiques entre L'Eplattenier et les autres professeurs de l'École d'art ainsi que la rupture personnelle et professionnelle qui se fait avec Jeanneret en 1911 ne créent pas un environnement favorable à l'évolution et l'épanouissement du Style sapin. Jeanneret reviendra en effet enseigner à l'École à la demande de L'Eplattenier en 1911 mais avec une approche artistique et théorique nouvelle. Pour ces raisons, mais aussi parce qu'il intervient probablement déjà trop tard sur la scène Art nouveau, le Style sapin ne parviendra pas à s'y installer durablement.

## Principaux représentants

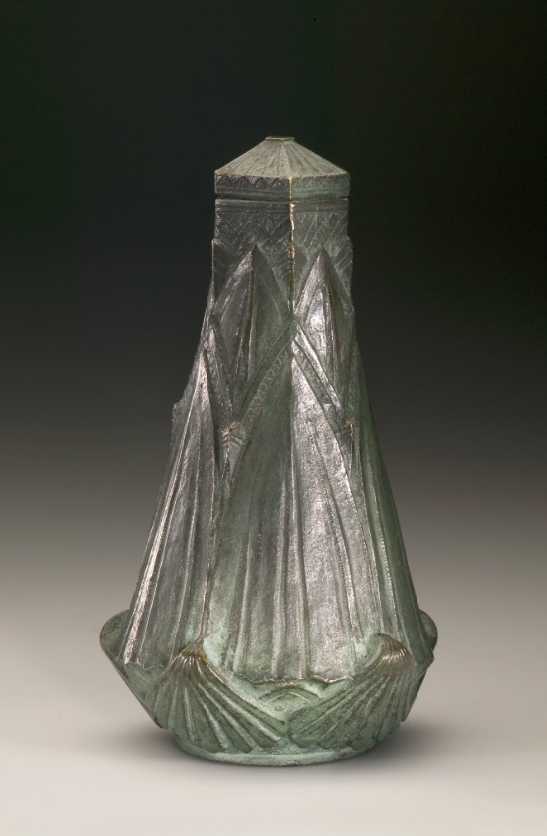
Charles Reussner, Flacon à parfum, 1908

Les principaux représentants du Style sapin sont Jules Courvoisier, André Evard, Marie-Louise Goering, Henriette Grandjean, Alfred Huguenin, Charles Humbert, Charles-Édouard Jeanneret, Charles L'Eplattenier, René Chapallaz, Sophie L'Eplattenier, Charles-Clos Olsommer, Jeanne Perrochet ou encore Charles Reussner.

## Architecture et décor

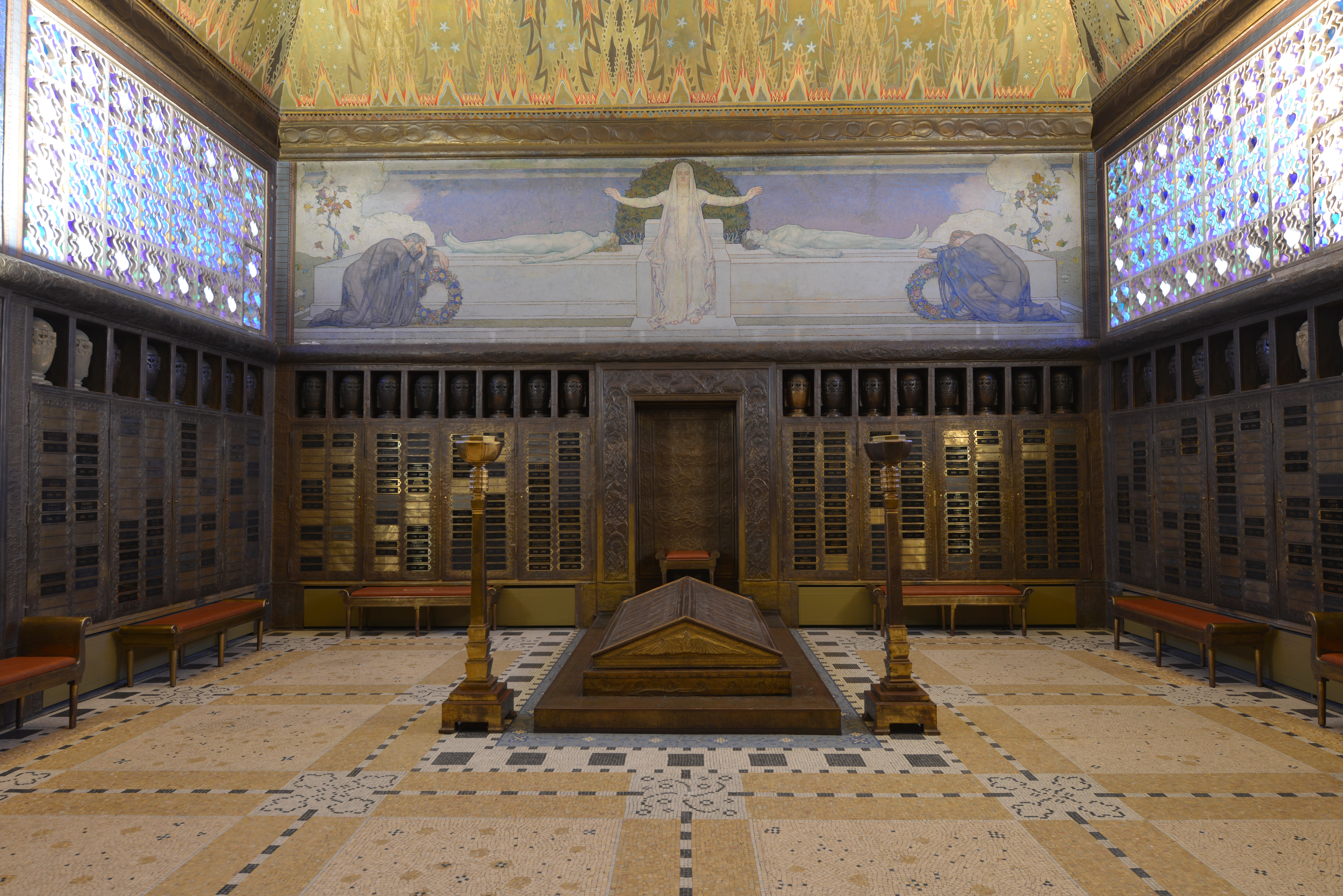
Salle des cérémonies du Crématoire de La Chaux-de-Fonds, construit en 1908-1909 par Robert Belli et Henri Robert puis orné par les élèves de l'École d'art en 1909-1912

Charles L'Eplattenier poussait les élèves du Cours supérieur de l'École d'art à s'investir notamment dans des projets collectifs qui allient architecture et arts décoratifs. Les principaux exemples d'art total ou Gesamtkunstwerk du Style sapin sont le crématoire de La Chaux-de-Fonds, la salle de musique de Charles-Rodolphe Spillmann, la villa Fallet et la décoration du pavillon Hirsch de l'Observatoire cantonal de Neuchâtel.
- Décor du salon de musique d'Alfred Mathey-Doret, orné par les élèves de l'École d'art, 1906 (détruit en 1963)
- Décor du crématoire de La Chaux-de-Fonds, orné par les élèves de l'École d'art et par Charles L'Eplattenier, 1909-1912

- La villa Fallet, réalisation collective des élèves de l'École d'art conçue par Charles-Édouard Jeanneret, 1906-1907

- Décor de la chapelle indépendante de Cernier-Fontainemelon, réalisation collective des élèves de l'École d'art, dirigée par Jeanneret, 1907 (décors détruits en 1977, à la suite de la transformation de la chapelle en habitation[13])
- Salle de musique de Charles-Rodolphe Spillmann, décors muraux par Marie-Louise Goering, 1907, décor réalisé par les élèves de l'École d'art en 1909
- Décoration du hall de l'Hôtel des postes de la Chaux-de-Fonds, réalisation collective des élèves de l'École d'art 1910 (détruit en 1959)
- Décoration du pavillon Hirsch de l'Observatoire cantonal de Neuchâtel, par les Ateliers d'art réunis, 1911

## Galerie d'œuvresStyle sapin

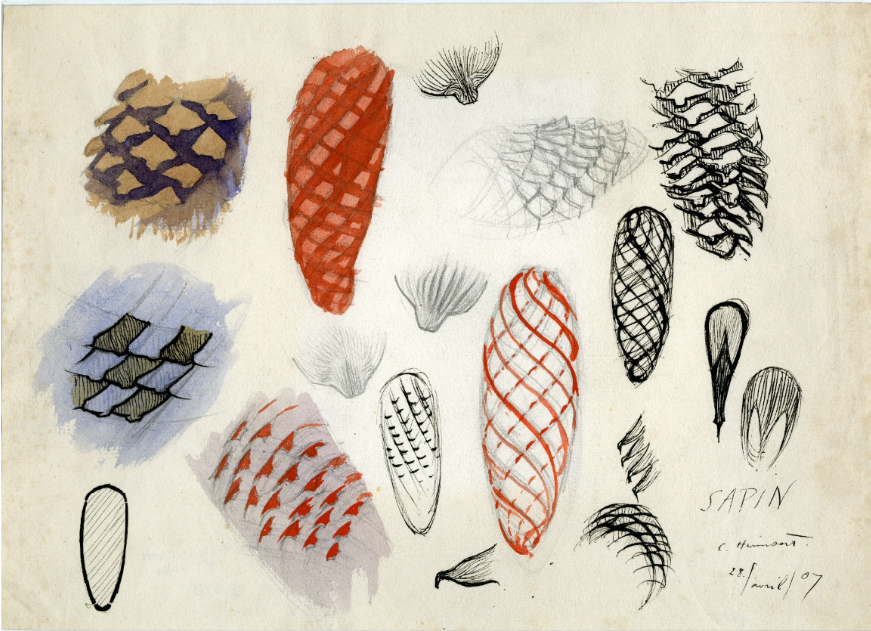
Charles Humbert, Sapins, 1907, musée des beaux-arts de La Chaux-de-Fonds.
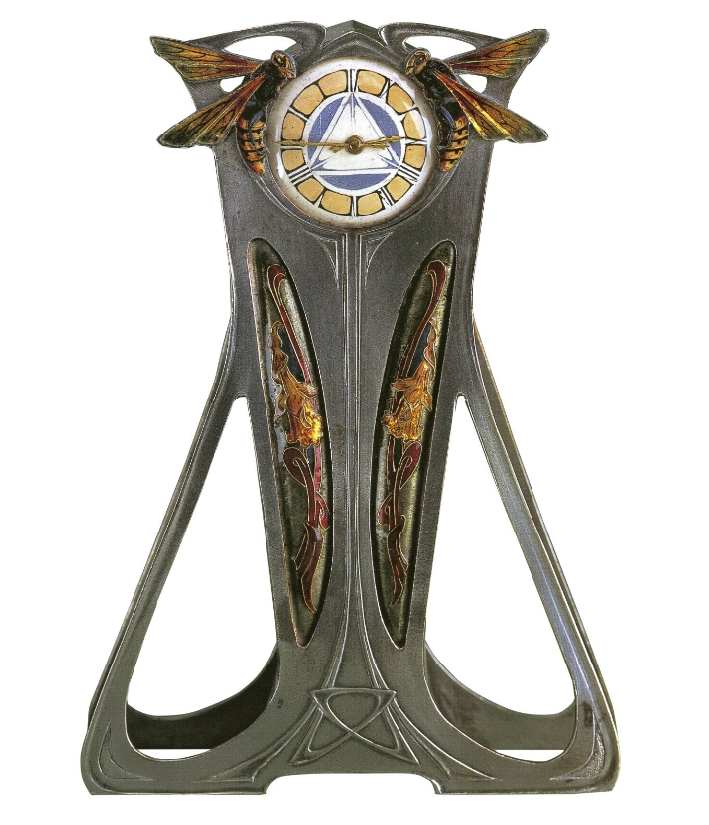
Élève(s) de l'École d'art de La Chaux-de-Fonds, Pendulette de table, 1906, Musée des Beaux-Arts de La Chaux-de-Fonds.
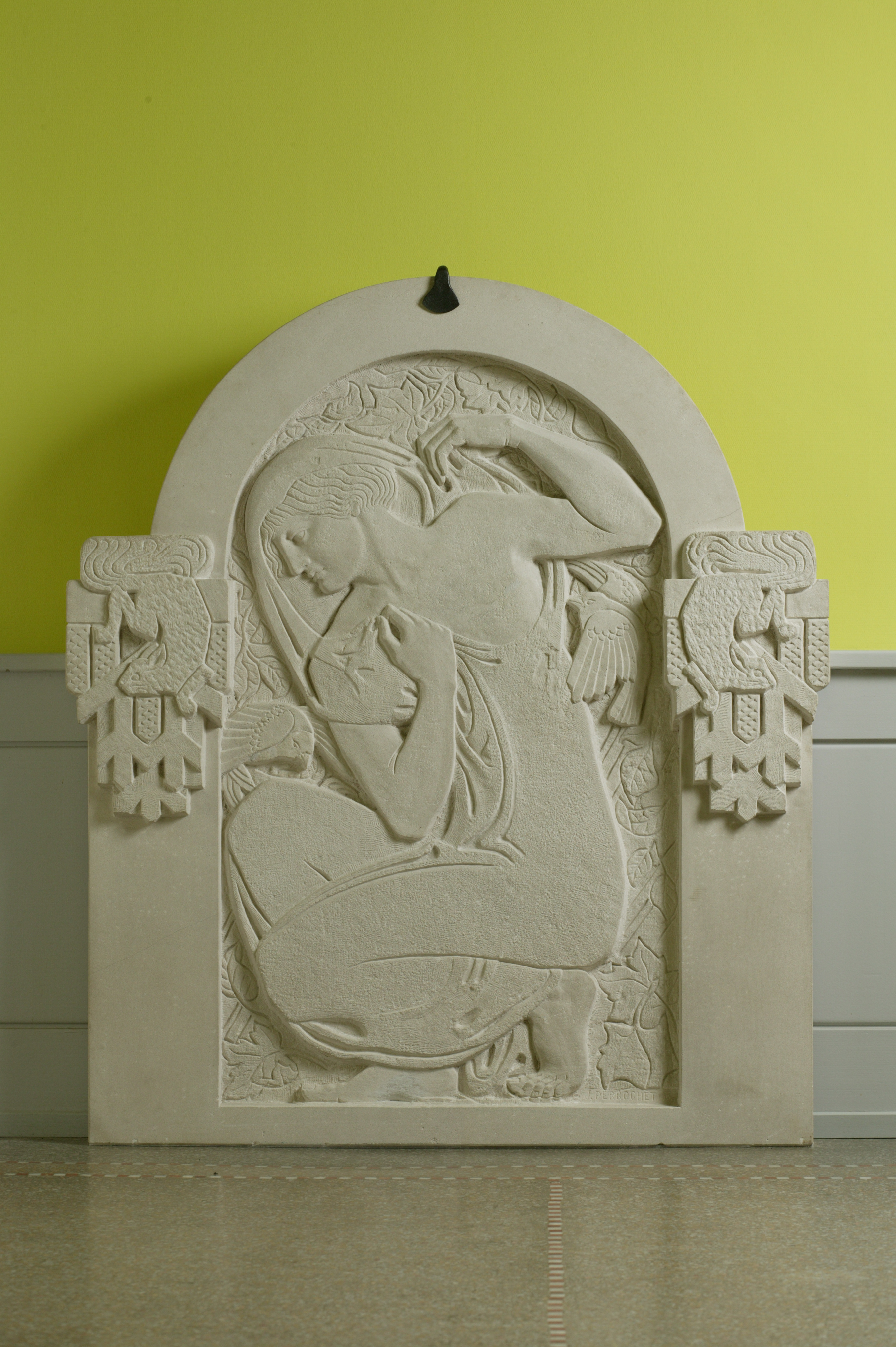
Jeanne Perrochet, Femme drapée (1908-1911).